# ウィンチカム
ウィンチカム (Winchcombe) は、イングランドの中央部に広がる丘陵地帯のコッツウォルズにある町である。行政上はグロスタシャーのトゥックスベリーに含まれている。
ウィンチカムには6つの自然歩道が通っている。公共の交通手段としては、バスと列車がある。

## 出身人物
- コーネリアス・カーデュー - 作曲家